# Liste der größten Hotels

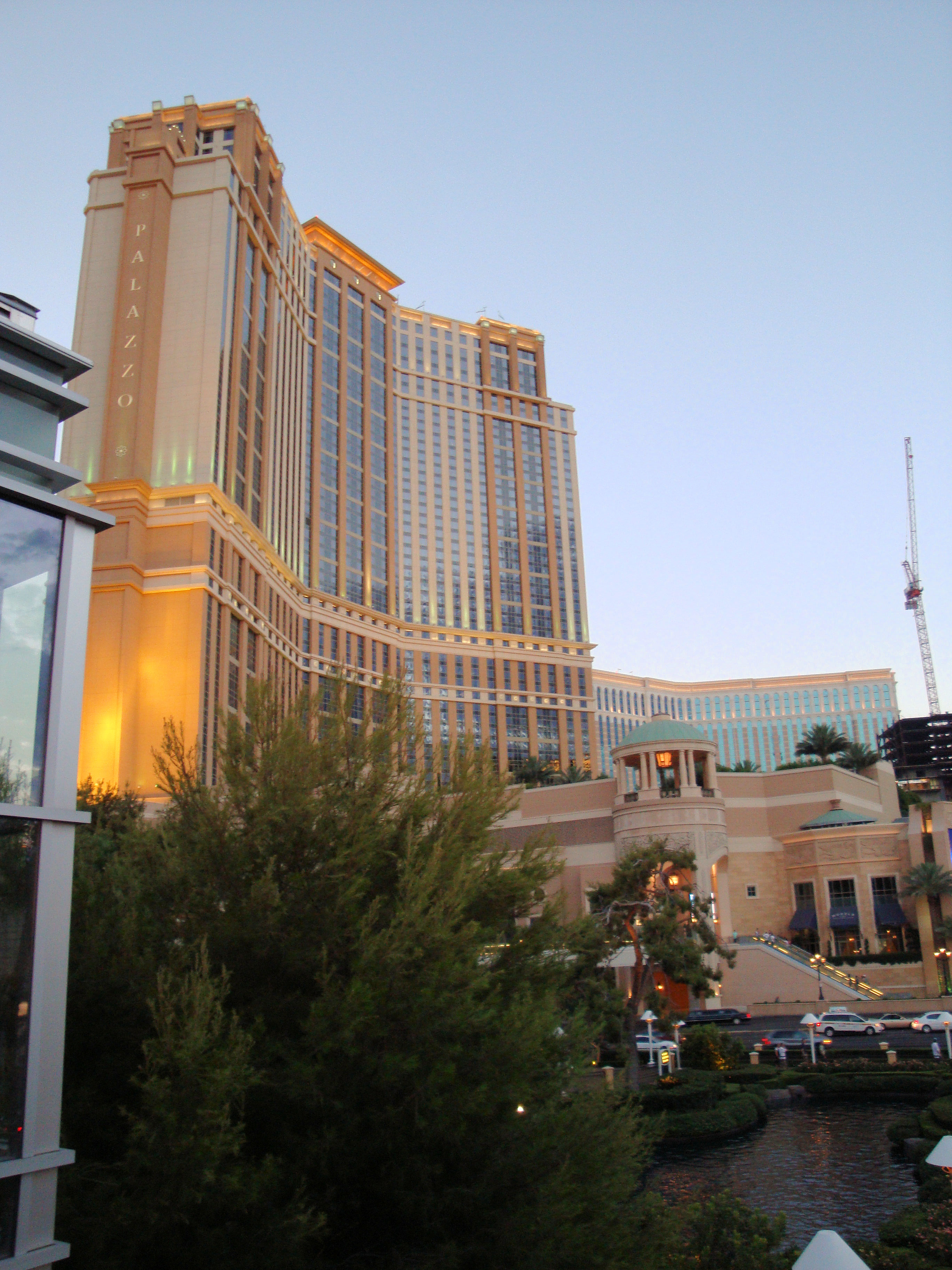
Mit dem Erweiterungsbau Palazzo – eröffnet 2008 – wurde das Venetian in Las Vegas zum damals größten Hotel der Welt

Die meisten der größten Hotels der Welt stehen in Las Vegas. Die Spielbanken ziehen nicht nur Touristen an, sondern helfen auch, die Zimmerpreise in den casinoeigenen Hotels niedrig zu halten.
Größe wird im Zusammenhang mit Hotels meistens in der Anzahl der Zimmer gemessen. Man kann auch die Nutzungsfläche oder Höhe des Gebäudes als Messgröße heranziehen. Eine Motivation für das Errichten großer Hotels ist der Wettkampf um Prestige und Größe. Früher wurden wiederholt in kommunistischen Ländern gewaltige Hotels errichtet. Ein Beispiel ist das 330 Meter hohe, gigantische Ryugyong Hotel in Pjöngjang in Nordkorea, das nie fertiggestellt wurde. Heute sind es die südostasiatischen Tigerstaaten, die versuchen, die Amerikaner mit riesigen Hotelkomplexen zu übertrumpfen.

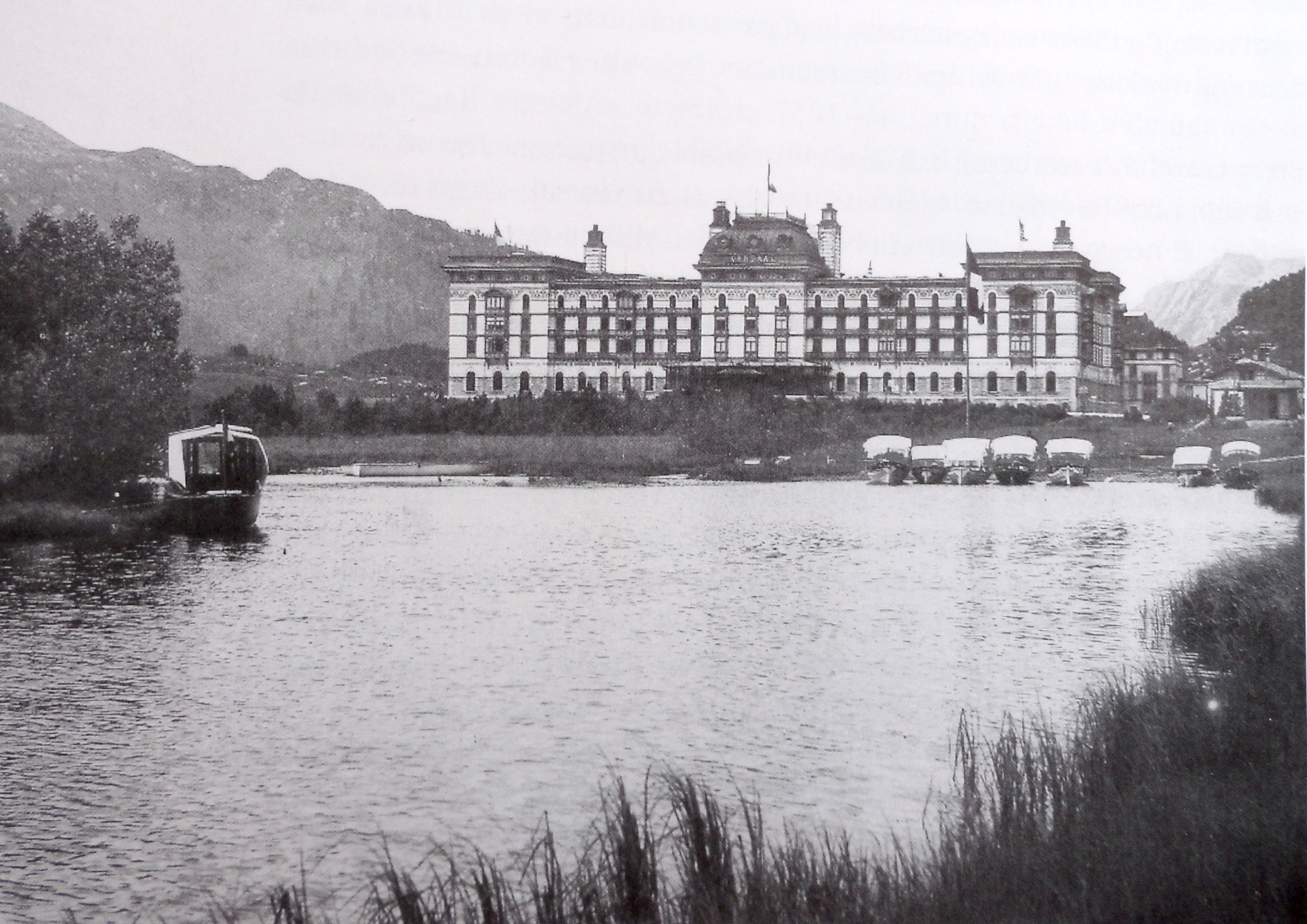
Hotel Kursaal in Maloja um 1900

Größe verspricht nicht immer Erfolg. In den Ruin geriet beispielsweise das Hotel Kursaal im Engadiner Dorf Maloja, das bei der Eröffnung am 1. Juli 1884 mit 250 Zimmern das größte und modernste Hotel im Alpenraum war. Noch im Jahr der Eröffnung musste Insolvenz angemeldet werden, nachdem im benachbarten Italien die Cholera ausgebrochen war.
Der Izmailovo-Hotelkomplex in Moskau bestehend aus zwei Hotels, die zusammen 2000 Zimmer anbieten, gilt als größtes Hotel Europas. Das Hotel Kosmos in Moskau bietet 1777 Zimmer.
Die großen Hotels sprechen meist ein Massenpublikum an. Oft handelt es sich um Resorts aus mehreren Gebäuden, die Zimmer in verschiedenen Preisklassen anbieten.

## Höchste Hotels
Diese Liste enthält eine Auswahl der höchsten fertiggestellten reinen Hotels:
| Name                            | Ort      | Land                         | Höhe      | Etagen | Zimmer                                           | Bemerkung                                                                                                   | Bild                   |
| ------------------------------- | -------- | ---------------------------- | --------- | ------ | ------------------------------------------------ | --- | ---------------------- |
| JW Marriott Marquis Hotel Dubai | Dubai    | Vereinigte Arabische Emirate | 355 Meter | 72     | 804 Zimmer und Suiten sowie 300 Hotelapartements | Der erste Turm wurde im November 2012 eröffnet, der zweite Turm wurde 2013 mit Appartements fertiggestellt. | Emirates Park Towers   |
| Rose Rotana Suites              | Dubai    | Vereinigte Arabische Emirate | 333 Meter | 65     | 482 Suiten und Studios                           | Eröffnung am 6. Januar 2010                                                                                 | Rose Tower             |
| Burj al Arab                    | Dubai    | Vereinigte Arabische Emirate | 321 Meter | 60     | 202 Suiten                                       | 1999 eröffnet                                                                                               | Hotel Burj al Arab     |
| Emirates Hotel Tower            | Dubai    | Vereinigte Arabische Emirate | 309 Meter | 56     | 400 Zimmer                                       | Der Zwillingsturm mit Büros ist 355 Meter hoch                                                              | Emirates Towers        |
| Swissôtel The Stamford          | Singapur | Singapur                     | 226 Meter | 73     | 1263 Zimmer                                      | Höchstes Hotel der Welt bei der Eröffnung 1986                                                              | Swissôtel The Stamford |

### Anmerkungen

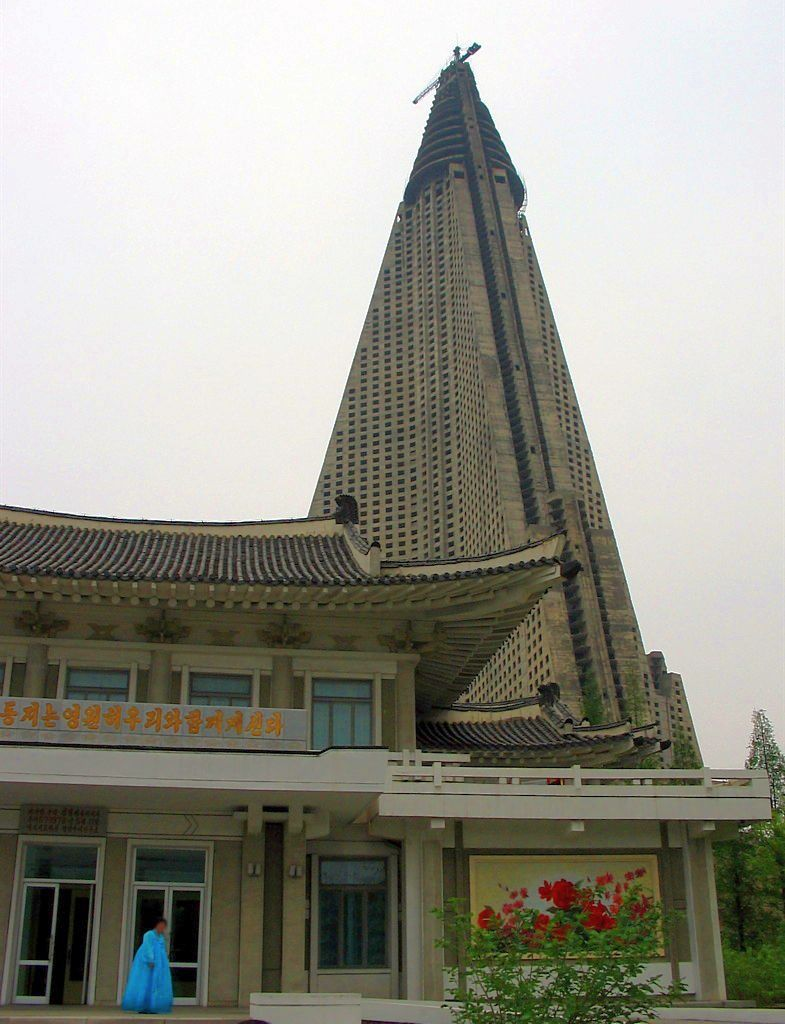
Bauruine des Ryugyong-Hotels
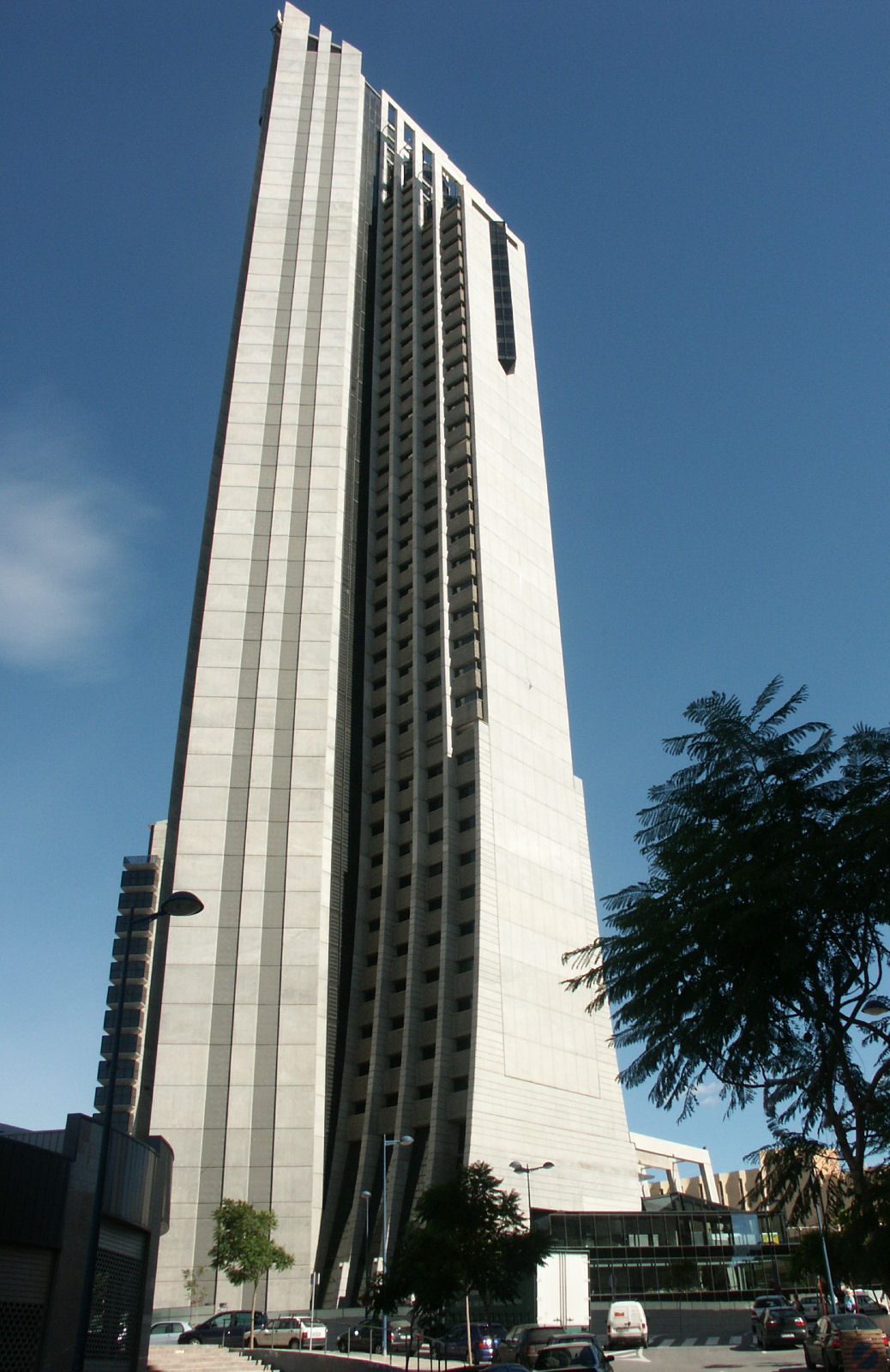
Gran Hotel Bali, Benidorm
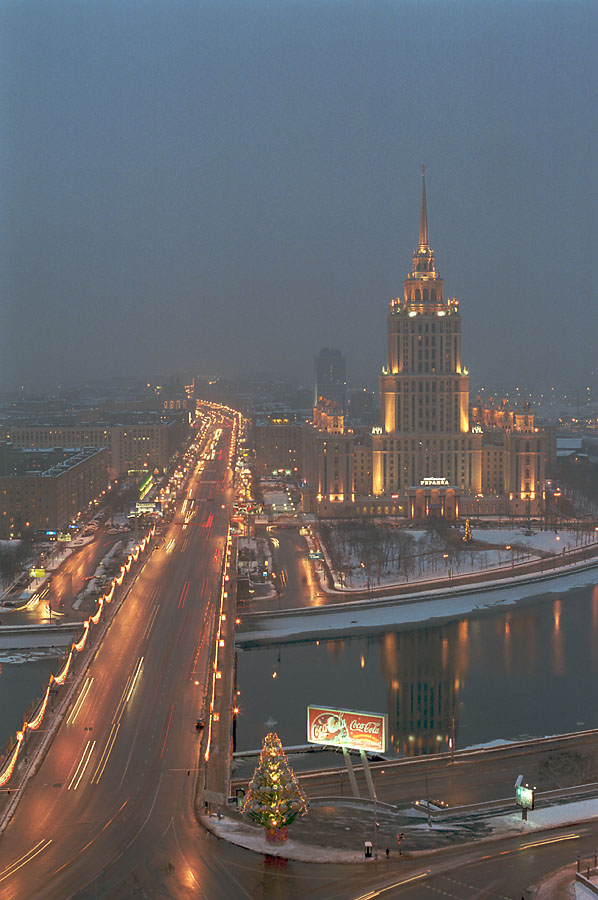
Hotel Ukraine, Moskau

### Hotels als Teile hoher Gebäude
| Name                                                  | Ort      | Land                         | Höhe      | Höchste Etage | Zimmer     | Bemerkung                                                                    | Bild                                                        |
| ----------------------------------------------------- | -------- | ---------------------------- | --------- | ------------- | ---------- | ---------------------------------------------------------------------------- | ----------------------------------------------------------- |
| Armani Hotel im Burj Khalifa                          | Dubai    | Vereinigte Arabische Emirate | 828 Meter | 39            | 160 Zimmer | Hotel in den Stockwerken 1 bis 8 sowie 38 und 39                             | Burj Khalifa                                                |
| Makkah Clock Royal Tower in den Abraj Al Bait Towers  | Mekka    | Saudi-Arabien                | 601 Meter | ?             | 858 Zimmer | Zimmer auf 29 Stockwerken                                                    | Mekka mit den Abraj Al Bait Towers                          |
| Park Hyatt im Shanghai World Financial Center         | Shanghai | VR China                     | 492 Meter | 93            | 174 Zimmer | Hotel in den obersten Stockwerken (79 – 93) unterhalb der Aussichtsplattform | Shanghai World Financial Center                             |
| Ritz-Carlton im International Commerce Centre         | Hongkong | Hongkong                     | 484 Meter | 118           | 312 Zimmer | Hotel in den obersten 16 Stockwerken (102 – 118), 2011 eröffnet              | ICC                                                         |
| Grand Hyatt im Jin Mao Tower                          | Shanghai | VR China                     | 421 Meter | 87            | 555 Zimmer | Hotel in den Stockwerken 51 bis 87                                           | Grand Hyatt Shanghai: Blick vom 88. Stockwerk in die Lounge |
| Hotels im Federazija-Turm                             | Moskau   | Russland                     | 374 Meter | 53            | 13 Zimmer  | Hotel Panorama City im 53. Stockwerk                                         | Federazija-Turm                                             |
| Bangkok Edition im Maha Nakhon                        | Bangkok  | Thailand                     | 313 Meter | 21            | 159 Zimmer | Hotel in den untersten 21 Stockwerken; Eröffnung 2017                        | Maha Nakhon                                                 |
| Shangri-La im The Shard (vormals London Bridge Tower) | London   | Vereinigtes Königreich       | 310 Meter | 51            | 205 Zimmer | Hotel in den Stockwerken 34 bis 52; Eröffnung 2012                           | The Shard                                                   |
| The Address Downtown Dubai                            | Dubai    | Vereinigte Arabische Emirate | 306 Meter | 12            | 196 Zimmer | Der 2008 eröffnete Turm mit 63 Stockwerken enthält auch Wohnungen            | The Address Downtown Dubai                                  |

## Hotels mit den meisten Zimmern
| Name                                     | Ort       | Land     | Zimmer | Bemerkung | Bild                                                          |
| ---------------------------------------- | --------- | -------- | ------ | --- | ------------------------------------------------------------- |
| First World Hotel                        | Genting   | Malaysia | 7351   | Erweiterungsbau im Juni 2015 eröffnet. War bereits 2006 einmal größtes Hotel der Welt, bis es vom Venetian überholt wurde. | First World Hotel (1)                                         |
| Venetian                                 | Las Vegas | USA      | 7128   | Casino-Hotel mit Schwesterhotel Palazzo Casino Resort, das am 17. Januar 2008 eröffnet wurde                               | Venetian Resort (2)                                           |
| MGM Grand                                | Las Vegas | USA      | 5044   | Casino-Hotel mit den Nebenhäusern The Signature at MGM Grand, The Mansion at MGM Grand und Skylofts at MGM Grand           | MGM Grand Hotel (3)                                           |
| Mandalay Bay                             | Las Vegas | USA      | 4752   | Casino-Hotel; 1117 der Zimmer im Delano Las Vegas, 424 Zimmer im Four seasons in den obersten vier Stockwerken             | Mandalay Bay Resort in Las Vegas, viertgrößtes Hotel der Welt |
| Wynn                                     | Las Vegas | USA      | 4750   | Casino-Hotel; 2034 der Zimmer im Encore at Wynn Las Vegas                                                                  | Wynn Las Vegas (5)                                            |
| Luxor                                    | Las Vegas | USA      | 4400   | Pyramidenförmiger Hauptbau und zwei 22-stöckige Nebengebäude; Casino-Hotel                                                 | The Luxor Hotel (6)                                           |
| Ambassador City Jomtien                  | Pattaya   | Thailand | 4210   | Komplex aus fünf Gebäuden direkt am Strand                                                                                 | Ambassador Wing                                               |
| Excalibur                                | Las Vegas | USA      | 4008   | Casino-Hotel im Märchenschloss-Design                                                                                      | Excalibur (8)                                                 |
| Aria                                     | Las Vegas | USA      | 4004   | Casino-Hotel, eröffnet auf dem Gelände von CityCenter Las Vegas im Dezember 2009                                           | Aria Resort (9)                                               |
| Caesars Palace                           | Las Vegas | USA      | 3980   | Casino-Hotel, 2005 um 900 Zimmer erweitert                                                                                 | Caesars Palace (17)                                           |
| Bellagio                                 | Las Vegas | USA      | 3933   | Casino-Hotel, 2004 um über 900 Zimmer erweitert                                                                            | Hotel Bellagio (10)                                           |
| Sheraton Macao Hotel, Cotai Central      | Macau     | Macau    | 3896   | zwei Türme | Sheraton Macao (11)                                           |
| Fontainebleau                            | Las Vegas | USA      | 3815   | Casino-Hotel | Fontainbleu Las Vegas                                         |
| Circus Circus                            | Las Vegas | USA      | 3767   | Casino-Hotel mit Zirkus-Vorstellungen                                                                                      | Circus Circus (12)                                            |
| Shinagawa Prince Hotel                   | Tokio     | Japan    | 3679   | Vier Türme, von denen die beiden größten 143 m und 108 m hoch sind                                                         | Shinagawa Prince Hotel (13)                                   |
| Flamingo                                 | Las Vegas | USA      | 3545   | Casino-Hotel | Flamingo (14)                                                 |
| Atlantis Paradise Island Casino & Resort | Nassau    | Bahamas  | 3414   | Casino und Resort mit sechs Zimmertürmen resp. Anlagen                                                                     | Atlantis Island (15)                                          |
| Hilton Hawaiian Village                  | Honolulu  | USA      | 3386   | Direkt am Strand von Waikiki                                                                                               | Hilton Hawaiian Village’s (16)                                |
| The Mirage                               | Las Vegas | USA      | 3044   | Casino-Hotel | The Mirage (18)                                               |
| Park MGM (ehemals Monte Carlo)           | Las Vegas | USA      | 3002   | Casino-Hotel | Monte Carlo Resort (19)                                       |

## Größte Hotels im deutschsprachigen Raum

### Höchste deutsche Hotels
| Name                                     | Ort                 | Land               | Höhe      | Zimmer      | Bemerkung | Bild                                                     |
| ---------------------------------------- | ------------------- | ------------------ | --------- | ----------- | --- | -------------------------------------------------------- |
| Marriott Hotel Frankfurt im Westend Gate | Frankfurt am Main   | Hessen             | 159 Meter | 587 Zimmer  | Hotel in den Stockwerken 26 bis 44 | Marriott, Frankfurt am Main, höchstes Hotel Deutschlands |
| Park Inn Alexanderplatz                  | Berlin              | Berlin             | 146 Meter | 1028 Zimmer | 41 Stockwerke, vormals Interhotel Stadt Berlin und Forum Hotel am Alexanderplatz | Hotel Park Inn Alexanderplatz                            |
| Maritim Hotel Travemünde                 | Lübeck              | Schleswig-Holstein | 119 Meter | 240 Zimmer  | Hotel in den Stockwerken 4 bis 13 | Maritim Hotel Travemünde                                 |
| Waldorf Astoria Berlin                   | Berlin              | Berlin             | 119 Meter | 232 Zimmer  | Hotel in den Stockwerken 3 bis 15 | Zoofenster-Hochhaus                                      |
| Dorint An der Kongresshalle Augsburg     | Augsburg            | Bayern             | 115 Meter | 198 Zimmer  | Hotel in den Stockwerken 1 bis 11 und 34 des Augsburger Hotelturms | Maiskolben                                               |
| Innside Frankfurt Eurotheum              | Frankfurt am Main   | Hessen             | 110 Meter | 74 Zimmer   | Hotel in den Stockwerken 22 bis 29 im Eurotheum | Innside Frankfurt Eurotheum                              |
| Radisson Blu Hotel Hamburg               | Hamburg             | Hamburg            | 108 Meter | 556 Zimmer  | 32 Stockwerke | Radisson Blu, Hamburg                                    |
| Plaza Hotel Timmendorfer Strand          | Timmendorfer Strand | Schleswig-Holstein | 101 Meter | 191 Zimmer  | 32 Stockwerke, Hotel in den ersten fünf Etagen, darüber private Appartements. Bis zur Übernahme durch die Plaza-Hotelgruppe im Juli 2021 Teil der Maritim Hotelgesellschaft unter dem Namen "Maritim ClubHotel Timmendorfer Strand". | Maritim Timmendorfer Strand                              |
| Atlantic Hotel Sail City                 | Bremerhaven         | Bremen             | 100 Meter | 120 Zimmer  | 23 Stockwerke, Hotel in ersten acht Etagen, darüber Büros | Atlantic Hotel Sail City                                 |
| Leonardo Royal Hotel Frankfurt           | Frankfurt am Main   | Hessen             | 100 Meter | 439 Zimmer  | 27 Stockwerke | Holiday Inn Frankfurt City-South                         |

### Größte deutsche Hotels
| Name                                                 | Ort               | Land                | Höhe      | Zimmer       | Bemerkung | Bild                                     |
| ---------------------------------------------------- | ----------------- | ------------------- | --------- | ------------ | --- | ---------------------------------------- |
| Europa-Park Hotel Resort, Rust                       | Rust              | Baden-Württemberg   |           | 1.257 Zimmer | Der Hotelkomplex besteht aus den 6 Hotels El Andaluz (192 Zimmer), Castillo Alcazar (120 Zimmer), Colosseo (350 Zimmer), Santa Isabel (66 Zimmer), Bell Rock (225 Zimmer), Hotel Krønasår (304 Zimmer). | Hotel Colosseo                           |
| Hotel Estrel                                         | Berlin            | Berlin              | 65 Meter  | 1.125 Zimmer | in Europas größtem Tagungs-, Unterhaltungs- und Hotel-Komplex | Estrel, Berlin                           |
| Park Inn Alexanderplatz                              | Berlin            | Berlin              | 125 Meter | 1.028 Zimmer | 41 Stockwerke, vormals Interhotel Stadt Berlin und Forum Hotel am Alexanderplatz | Park Inn und Fernsehturm                 |
| Sheraton Frankfurt Airport Hotel & Conference Center | Frankfurt am Main | Hessen              |           | 1.008 Zimmer | 8 Stockwerke, am Flughafen | Sheraton Hotel hinter Terminal 1         |
| Motel One Berlin-Alexanderplatz                      | Berlin            | Berlin              |           | 708 Zimmer   | 18 Stockwerke, 2017 eröffnet |                                          |
| Hotel Berlin, Berlin                                 | Berlin            | Berlin              |           | 701 Zimmer   | 7 Stockwerke, 1958 eröffnet | Hotel Berlin, Berlin                     |
| The Westin Grand Hotel München Arabellapark          | München           | Bayern              |           | 627 Zimmer   | gleich neben dem Sheraton München Arabellapark Hotel | Westin Grand München Arabellapark        |
| Hilton Berlin                                        | Berlin            | Berlin              |           | 591 Zimmer   | 14 Stockwerke | Hilton Berlin                            |
| Marriott Hotel Frankfurt im Westend Gate             | Frankfurt am Main | Hessen              | 159 Meter | 587 Zimmer   | Hotel in den Stockwerken 26 bis 44 | Mariott Frankfurt                        |
| Motel One Berlin-Upper West                          | Berlin            | Berlin              |           | 582 Zimmer   | 18 Stockwerke, 2017 eröffnet |                                          |
| Holiday Inn Munich City Centre                       | München           | Bayern              |           | 582 Zimmer   | 12 Stockwerke |                                          |
| InterContinental Berlin                              | Berlin            | Berlin              |           | 577 Zimmer   | 14 Stockwerke, 1958 erbaut | InterContinental Berlin                  |
| Steigenberger Airport Hotel                          | Frankfurt am Main | Hessen              |           | 570 Zimmer   | 10 Stockwerke |                                          |
| Scandic Berlin Potsdamer Platz                       | Berlin            | Berlin              |           | 563 Zimmer   | 8 Stockwerke | Scandic in der Bildmitte                 |
| Motel One Nürnberg-City                              | Nürnberg          | Bayern              |           | 559 Zimmer   | 14 Stockwerke, 2021 eröffnet |                                          |
| Andel’s Hotel Berlin                                 | Berlin            | Berlin              |           | 557 Zimmer   | in den Landsberger Arkaden | Andel’s Hotel Berlin                     |
| Radisson Blu Hotel Hamburg                           | Hamburg           | Hamburg             | 108 Meter | 556 Zimmer   | 32 Stockwerke | Radison Blu Hamburg                      |
| Maritim Hotel Stuttgart                              | Stuttgart         | Baden-Württemberg   |           | 555 Zimmer   | 2 Gebäudeteile, darunter Alte Reithalle (Stuttgart) |                                          |
| A&O Hamburg City                                     | Hamburg           | Hamburg             |           | 554 Zimmer   | 9 Stockwerke |                                          |
| Maritim Frankfurt                                    | Frankfurt am Main | Hessen              |           | 543 Zimmer   | An der Messe Frankfurt | Maritim Frankfurt rechts neben Messeturm |
| Maritim Düsseldorf                                   | Düsseldorf        | Nordrhein-Westfalen |           | 533 Zimmer   | Am Flughafen Düsseldorf | Maritim Hotel hinter den Terminals       |

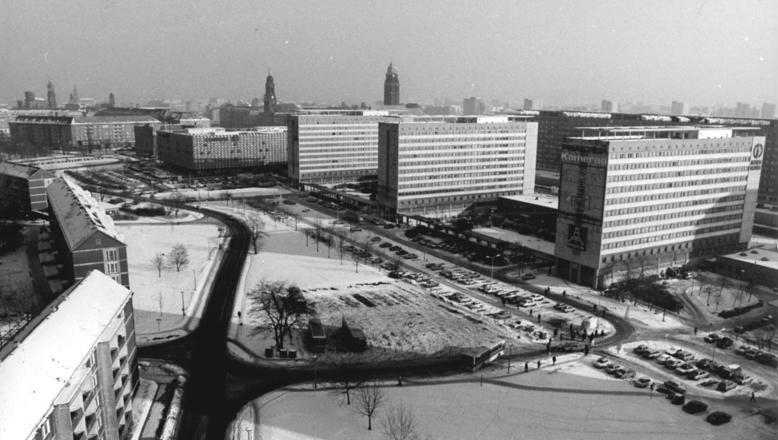
Interhotels in Dresden im Jahr 1987

Die Hotels Bastei, Königstein und Lilienstein in Dresden zählten einst zu den größten Hotels Deutschlands. Der Hotelkomplex bestand aus den drei Interhotels Bastei, Lilienstein und Königstein mit jeweils 306 Zimmern wurde in den Jahren 1967 bis 1970 erbaut. Nach 1992 wurde der Komplex durch Ibis geführt mit zusammen 918 Zimmern. Ende 2018 übernahm The Student Hotel das Haus Lilienstein, das auch Zimmer an Daueraufenthalter vermietet; Ibis Dresden-Zentrum bietet nur noch 306 Zimmer an.

### Größte österreichische Hotels
| Name                                | Ort                      | Bundesland       | Höhe     | Zimmer     | Bemerkung                                                                                              | Bild                  |
| ----------------------------------- | ------------------------ | ---------------- | -------- | ---------- | --- | --------------------- |
| Hilton Vienna                       | Wien                     | Wien             | 71 Meter | 663 Zimmer | 18 Stockwerke                                                                                          | Hilton Vienna         |
| Austria Trend Hotel Ananas          | Wien                     | Wien             |          | 533 Zimmer | 8 Stockwerke                                                                                           |                       |
| Motel One Wien-Hauptbahnhof         | Wien                     | Wien             | 60 Meter | 533 Zimmer | 17 Stockwerke                                                                                          | Motel one im Bau      |
| NH Vienna Airport Conference Center | Flughafen Wien-Schwechat | Niederösterreich |          | 499 Zimmer | 8 Stockwerke, 1 Bar, ausgezeichnet mit dem SkyTrax Award 2017 (Top 10 Airporthotel), 21 Konferenzräume |                       |
| InterContinental Wien               | Wien                     | Wien             |          | 458 Zimmer | Bei der Eröffnung 1964 das größte Hotel des Landes; 12 Stockwerke                                      | InterContinental Wien |

### Größte Schweizer Hotels
| Name                               | Ort                | Kanton      | Höhe      | Zimmer                  | Bemerkung | Bild                                             |
| ---------------------------------- | ------------------ | ----------- | --------- | ----------------------- | --- | ------------------------------------------------ |
| Starling Geneva Hotel              | Genf               | Genf        |           | 496 Zimmer              | |                                                  |
| Grand Hotel Kempinski Geneva       | Genf               | Genf        |           | 398 Zimmer              | | Kempinski Genf                                   |
| Motel One Zürich                   | Zürich             | Zürich      |           | 394 Zimmer              | |                                                  |
| Bürgenstock Resort                 | Bürgenstock        | Nidwalden   |           | 382 Zimmer              | 4 Häuser mit unterschiedlicher Klassifizierung, Eröffnung 2017[veraltet]                                                                                                   |                                                  |
| Crowne Plaza Zürich                | Zürich             | Zürich      |           | 364 Zimmer              | Ehemals Intercontinental Zürich |                                                  |
| Crowne Plaza Geneva                | Genf               | Genf        |           | 366 Zimmer              | |                                                  |
| Hotel Mövenpick Geneva             | Genf               | Genf        |           | 350 Zimmer              | 14 Stockwerke |                                                  |
| Swissôtel Zürich                   | Zürich             | Zürich      | 85 Meter  | 347 Zimmer              | Höchstes Schweizer Hotel-Gebäude, 32 Stockwerke | Swissôtel Zürich                                 |
| Hotel Mövenpick Zürich‑Airport     | Opfikon‑Glattbrugg | Zürich      |           | 333 Zimmer              | | Mövenpick Zurich Airport am Bildrand unten links |
| Radisson Blu Hotel, Zurich Airport | Kloten             | Zürich      |           | 330 Zimmer              | |                                                  |
| InterContinental Genève            | Genf               | Genf        |           | 327 Zimmer              | 18 Stockwerke |                                                  |
| Hilton Zürich Airport              | Zürich             | Zürich      |           | 323 Zimmer              | | Hilton Zurich Airport am Bildrand unten rechts   |
| Renaissance Zürich Tower Hotel     | Zürich             | Zürich      | 81 Meter  | 300 Zimmer              | Hotel in den unteren 14 Stockwerke des Gebäudes mit 24 Stockwerken | Mobimo Tower                                     |
| Hyperion Hotel im Messeturm Basel  | Basel              | Basel-Stadt | 105 Meter | 224 Zimmer              | Hotel in den Stockwerken 4 bis 14 | Messeturm Basel                                  |
| Maloja Palace (Maloja Club)        | Maloja             | Graubünden  |           | ursprünglich 350 Zimmer | Ehemaliges Grand-Hotel Kursaal (siehe einleitender Text), in dem eine belgische Versicherung lange Jugendlager veranstaltete; wird aktuell wieder als Luxushotel betrieben | Maloja Palace                                    |